# A Film for ××
《A Film for ××》是日本歌手濱崎步發行的首張影像作品，1999年9月15日於日本發售。本作僅發行錄影帶（VHS）版本。

## 說明
- 本作收錄範圍為以首張原創專輯《A Song for ××》為中心的音樂錄影帶與廣告。
- 本作另收錄第10張單曲《Boys & Girls》的音樂錄影帶，該作為濱崎步首度突破百萬銷售量的單曲作品。

## 收錄內容
1. poker face
2. YOU
3. Trust
4. For My Dear...
5. Depend on you
6. A Song for ×× (TV-SPOT ver.)
7. POWDER SNOW (TV-SPOT ver.)
8. ayu-mi-x (TV-SPOT ver.)
9. Boys & Girls (AUBE Original Mix)